# Dorudia
Dorudia es un género de foraminífero bentónico considerado un sinónimo posterior de Ramovsia de la subfamilia Calcivertellinae, de la familia Cornuspiridae, de la superfamilia Cornuspiroidea, del suborden Miliolina y del orden Miliolida. Su especie tipo era Dorudia dorudensis. Su rango cronoestratigráfico abarcaba el Pérmico.

## Discusión
Clasificaciones más recientes hubiesen incluido Dorudia en la familia Calcivertellidae de la superfamilia Nubecularioidea.

## Clasificación
Dorudia incluye a la siguiente especie:
- Dorudia dorudensis †